# Ludvig Danström
Ludvig Danström (i riksdagen kallad Danström i Halmstad), född 6 augusti 1853 i Farhults församling, Malmöhus län, död 27 februari 1924 i Halmstads församling, Hallands län, var en svensk tidningsredaktör och riksdagsman.
Efter att ha studerat i Lund kom Danström att börja arbeta som redaktör på tidningen Halland. Då han 1878 gifte sig med grundarens änka, kom han att ta över tidningen. Förutom 1877–1878 var han redaktör fram till 1898. Danström satt i riksdagen 1908–1919.